# Campioni in Italia (Red Bull 64 Bars)
Campioni in Italia (Red Bull 64 Bars) è un singolo del rapper italiano Geolier e dei produttori discografici Dat Boi Dee e Poison Beatz, pubblicato il 24 novembre 2023.

## Descrizione
Il brano è stato scritto da Geolier e prodotto da Dat Boi Dee e Poison Beatz. Si tratta di un freestyle prodotto il 13 settembre in occasione della seconda edizione del "Red Bull 64 Bars Live", che ha avuto luogo il 7 ottobre a Napoli e di cui Geolier è stato ospite. Esso verrà pubblicato sulle piattaforme digitali solamente il 24 novembre.
Musicalmente è composto con un tempo presto di 172 battiti per minuto e in tonalità di Re maggiore. La base si articola in 3 parti: la prima prodotta da Dat Boi Dee, la seconda da Poison Beatz e la terza che è un'unione delle due precedenti. Quest'ultima ha sonorità soul e richiama quelle utilizzate nell'album Illmatic del rapper statunitense Nas e il cantante jazz statunitense Nat King Cole.

## Tracce
Testi di Emanuele Palumbo, musiche di Gennaro Petito, Davide Totaro.
1. Campioni in Italia (Red Bull 64 Bars) – 3:54